# バコ・サハキャン
バコ・サハキャン（アルメニア語: Բակո Սահակյան、1960年8月30日 - ）は、事実上独立したアルツァフ共和国（かつてはナゴルノ・カラバフとも呼ばれた）の政治家。第3代大統領を2007年から2020年まで務めた。

## 経歴
1960年8月30日に、アゼルバイジャン・ソビエト社会主義共和国領内ナゴルノ・カラバフ自治州の州都ステパナケルトに生まれた。高等学校卒業後の2年間をソビエト連邦軍で軍務に服し、その後は自動車工場や採石場で働いた。1983年から1987年まで官吏としてステパナケルトの考古遺産修復に関わり、翌1988年からカラバフ運動に参加し始めた。
1990年からナゴルノ・カラバフ国防軍に加わり、ソビエト連邦の崩壊後の1992年から1997年にかけて国防委員会副司令官・後方部隊司令官・外交部副司令官などを歴任した。1997年から1999年まではアルメニアで内務・国家保安相セルジ・サルキシャンの側近を務め、在ロシア・アルメニア大使館 (ru) でも勤務した。帰国してのち、1999年8月2日から2001年までアルツァフ共和国内相を務めた。2001年から2007年まで国家安全保障局長を務め、少将にまでなった。
2007年7月19日の大統領選挙では、アルツァフ共和国のアゼルバイジャンからの完全独立や出生率の向上を訴えて出馬し、85.12パーセントの票を得て当選。同年9月7日から大統領に就任した。2012年7月19日の大統領選挙においても、67.65パーセントの得票率で再選された。2期目の2017年2月に憲法改正を行い、アルツァフは大統領制に移行したと同時に、大統領選挙は議会総選挙と同時に行われることとなった。サハキャンの2期目の任期満了は2017年7月19日に迫っていたが新憲法により大統領選挙は総選挙のある2020年まで行われないこととなったため、7月19日には議会で今後3年間の過渡期の大統領が選出されることとなり、サハキャンが再選された。2020年5月21日に大統領を退任。
2023年9月19日にアゼルバイジャンがアルツァフに対して軍事作戦を行い、アルツァフはわずか1日で降伏。10月1日、アゼルバイジャン当局はアルツァフ指導者層300人を国際指名手配し、サハキャンら大統領経験者3人は10月3日までにアゼルバイジャン国家保安局によって身柄を拘束され、首都バクーに移送された。

## 称号
- 戦争十字勲章1等[1]
- ピョートル大帝勲章1等[1]
- 祖国功労勲章1等（hy, アルメニア）[1]
- ヴァズゲン・サルキシャン・メダル[1]
- 安全・防衛・法制問題アカデミー（ロシア語版）正会員[1]
- 法学士（アルツァフ大学から）[1]